# Siekówko
Siekówko (pol. hist. Siekowo Małe) – wieś w Polsce położona w województwie wielkopolskim, w powiecie wolsztyńskim, w gminie Przemęt. Na zachód od wsi przepływa Południowy Kanał Obry.

## Historia
Miejscowość pierwotnie związana była z Wielkopolską. Ma metrykę średniowieczną i istnieje co najmniej od pierwszej połowy XIV lub XV wieku. Dawniej miała inną nazwę i notowana było jako Siekowo Małe. Wymieniona w dokumencie zapisanym po łacinie z 1428 pod nazwą utraque Seccowo, 1432 Minor Syeccowa, 1445 Minus Syekowo, 1463 Minus Szyekowo, 1468 Minor Szyekowo, 1510 Minor Syekowo, 1580 Siekowo minor. Historycy zakładają, ze Siekówko musiało istnieć już w XIV wieku kiedy to po łacinie w 1319 odnotowano także sąsiednie Siekowo określono w archiwalnym źródle spisanym po łacinie jako antiquum Zekow.
Tereny, na których leżała wieś, zasiedlone jednak były znacznie wcześniej niż podają to archiwalne zapisy. W XIX wieku archeolodzy odkryli w pobliżu miejscowości grodzisko wkłęsłe z VII-X wieku z fosą oraz wałem obronnym, położone 2,5 km na północny wschód od Siekówka. Znaleziska z XIX wiecznych wykopalisk jakie miały miejsce we wsi trafiły do zbiorów Poznańskiego Towarzystwa Przyjaciół Nauk.
Miejscowość była początkowo własnością szlachecką należącą do lokalnej szlachty wielkopolskiej z rodu Siekowskich, którzy od nazwy sąsiedniego Siekowa przyjęli odmiejscowe nazwisko i którzy byli właścicielami obu wsi. W 1463 należała do powiatu kościańskiego Korony Królestwa Polskiego. W 1439 należała w parafii św. Andrzeja w Przemęcie.
Właścicielami byli kolejno w 1428 Sędziwój Siekowski, w 1428 Przybysław Gryżyński, w latach 1432–1439 chorąży poznański, a później asesor w sądzie królewskim w Kościanie Teodoryk, 1443-1463 Wojciech Grobski, w 1443 Michał Siekowski, 1443-63 Jakub Grobski, 1469-72 Stanisław Siekowski syn Michała, 1490 Sędziwój syn Stanisława, 1516 Anna córka Stanisława, 1517-1522 Małgorzata Grocholska i jej mąż Piotr Ćmachowski, 1523 Katarzyna Roszkowska, 1524-1525 Jan Rozdrażewski, 1533-1540 jego syn Hieronim. Historia wsi w dużej mierze wspólna jest z pobliskim Siekowem gdzie można znaleźć dokładniejsze zapisy na temat przekształceń własnościowych.
W 1468 imiennie odnotowany został Jakub kmieć z Siekówka.
Wieś odnotowały także historyczne rejestry podatkowe. W 1510 w Siekówku odnotowano 5 łanów, folwark oraz wiatrak. W 1530 miał miejsce pobór od 4 łanów. W 1563 pobrano podatki od 8,5 łana, rzemieślnika oraz karczmy, w której warzono lokalne piwo. W 1580 miał miejsce pobór od 4 łanów, 3 zagrodników, trzech komorników, 10 owiec oraz młyna dorocznego.
W 1580 miejscowość była wsią szlachecką i odnotowano ją po łacinie jako Siekowo minor. Położona była w powiecie kościańskim województwa poznańskiego w Rzeczypospolitej Obojga Narodów. Pod koniec XVIII wieku wieś i dwór były własnością Wiktora Szołdrskiego.
W wyniku II rozbioru Rzeczypospolitej w 1793, miejscowość przeszła w posiadanie Prus i jak cała Wielkopolska znalazła się w zaborze pruskim. W okresie Wielkiego Księstwa Poznańskiego (1815-1848) miejscowość wzmiankowana jako Siekówko należała do wsi większych w ówczesnym pruskim powiecie Kosten rejencji poznańskiej. Siekówko należało do okręgu wielichowskiego tego powiatu i stanowiło część prywatnego majątku Wilkowo Polskie, którego właścicielem był wówczas Marceli Czarnecki. Według spisu urzędowego z 1837 roku Siekówko liczyło 259 mieszkańców, którzy zamieszkiwali 30 dymów (domostw).
Pod koniec XIX wieku wieś liczyła 29 domostw i 298 mieszkańców (wszyscy wyznania katolickiego). Dwór liczył 9 gospodarstw i 92 mieszkańców, a właścicielem był hr. Stanisław Czarnecki. Na 1149 ha majątku składało się 648 ha łąk, 236 ha lasów i 229 ha gruntów ornych.
W latach 1975–1998 miejscowość administracyjnie należała do województwa leszczyńskiego. W 2011 Siekówko liczyło 438 mieszkańców.